# Arnbach (Bruckbach)
Der Arnbach ist ein linker Zufluss des Bruckbachs bei Westheim im mittelfränkischen Landkreis Weißenburg-Gunzenhausen.

## Verlauf
Der Arnbach entspringt auf einer Höhe von 543 m ü. NHN in einem Waldgebiet nördlich von Hohentrüdingen nahe der Alten Klinge. Er fließt zunächst in eine nordwestliche Richtung. Beim Verlassen des Waldgebiets übertritt der Bach die Gemeindegrenze zwischen Heidenheim und Westheim. Von da an fließt der Arnbach durch eine Offenlandschaft im Vorland der Südlichen Frankenalb. Der Bach knickt etwa auf halber Strecke zwischen Hohentrüdingen und Ostheim in eine westliche bis südwestliche Fließrichtung um. Er nimmt dabei seinen längsten Zufluss, den Strenggraben, auf. Der Arnbach mündet nach einem Lauf von rund 2,8 Kilometern auf einer Höhe von 443 m ü. NHN nordöstlich von Westheim unweit der Bundesstraße 466 von links bzw. von Osten in den Bruckbach. Nur wenige Meter entfernt münden auch der Holzwiesengraben und Maßholdergraben in den Bruckbach.
Der Arnbach durchfließt keine Ortschaften. Zuflüsse des Arnbachs sind:
- der Strenggraben (von rechts bzw. Osten nördlich von Hohentrüdingen)
- und der Raingraben (von links bzw. Süden nördlich von Höhentrüdigen).